# 廿二萬
廿二萬，另稱22萬，全稱“行走的廿二萬”，是2023年興起的澳門網絡文化中的網絡流行語，前者指行人不守交通規則亂穿馬路、行人亂衝紅燈、在行車中的道路上行走，後者是形容一些在中國大陸的社交平台如仿傚小紅書、新浪微博或抖音等在馬路中央“打卡”拍照的旅客，澳門本地網民們戲稱這些亂穿馬路、在行車道上行走或者在馬路中央“打卡”的行人如果被車輛撞及，“一律”獲得最少22萬賠償，此舉造成澳門交通與道路安全的亂象，後來更成為澳門本地居民對這些亂過馬路或危險“打卡”行為，特別是針對中國大陸旅客的流行語及貶義詞。
該負面現象更反映出澳門特區政府執法部門或旅遊部門針對旅客的道路安全教育、以及旅客本身對有關安全道路意識的不足，更反映出現出於2007年10月1日生效的《道路交通法》法例部分條文內容已經不合時宜，當中針對行人在馬路上違規法律條文中所規定的處罰金額亦被指過低。

## 背景
2023年11月16日上午，一名18歲於澳門城市大學就讀的中國大陸籍留學生，在高美士街近利澳酒店一帶，懷疑因望錯來車方向被一輛私家車撞至飛起，傷者前額挫傷腫脹隨即送院治理。治安警察局隨後對該名18歲留學生因未有使用行人過路設施作出檢控，另外更對一名20多歲澳門居民男司機，以“涉嫌未有安全停車”作出處罰，引起本地網民關注和不滿。
事實上，“廿二萬”這一詞的真正來源是指發生在2017年10月25日晚上於澳門半島提督馬路的一宗交通意外，澳門特別行政區終審法院於2021年對這宗交通意外上訴作出了判決。該交通意外發生在2017年10月25日的晚上，一名年約60多歲的本地男途人在提督馬路落巴士後，在橫過聚龍軒酒樓門口的紅綠燈時，因沒有理會紅燈橫過馬路，被一名年約30多歲本地男子駕駛的電單車撞倒，造成途人和電單車司機受傷，其中該名途人撞至頭部大量出血重傷送院，最終撞至成為植物人。初級法院先被判電單車駕駛者無需賠償，後來行人向中級法院上訴並改判途人和電單車司機各需承擔一半責任，直至終審法院上訴改判裁定行人需承擔九成責任，獲賠償約22萬澳門元；終審法院合議庭在判決書中指出，行人有義務遵守交通燈指示快速橫過馬路，駕駛者則有義務在燈位前減速，在案中行人和電單車駕駛者皆違反交通規則的情況下，被禁止前行者應更有義務去遵守交通規則，裁定案中行人對事故的發生負絕大部分責任。故此，這些網民戲稱如果他們被車撞及會獲22萬賠償，因此“行走的廿二萬”這一詞在澳門被形容為亂過馬路的行人。
- 澳門特別行政區終審法院第15/2021 號案刑事上訴 （页面存档备份，存于）

自2023年起，隨着COVID-19疫情緩和，澳門與中國大陸以至世界各地通關復常，訪澳旅客的數字不斷上升兼創新高，旅客的年齡層更趨向年輕化。部分中國大陸旅客透過社交平台如新浪微博或小紅書不斷宣傳打卡熱點、網紅食店等，吸引不少這些使用這些社交平台的旅客前往，部分位處“民生區”的景點突然一夜爆紅，變成“新景點”，由於部分打卡點的取景處較為危險，一些旅客無視道路安全走出馬路“橫衝直撞”、“大搖大擺”地走到馬路中央“打卡”拍照，造成部分道路使用者的安全隱患，嚴重可能會釀成交通意外，本地網民稱這些危險“打卡”的旅客為“打卡的廿二萬”。
眾多澳門社會人士指出，治安警察局應對這些危險行為加強巡查及執法，當前罰款金額實在偏低，更偏向支持修法加大相關罰款，以保障道路使用者的安全；部分社會人士更建議於所謂的“打卡熱點”設置告示標語，透過一些傳統傳媒、出入境口岸或社交平台網絡，介紹澳門本地法律，並針對常見問題重點宣傳，儘量減低對居民生活的影響，以提醒旅客避免作出行人在馬路上違規包括亂過馬路、危險“打卡”等不當行為而被罰。

## 部分交通黑點違規情況及事故

### 北區

#### 巴波沙大馬路

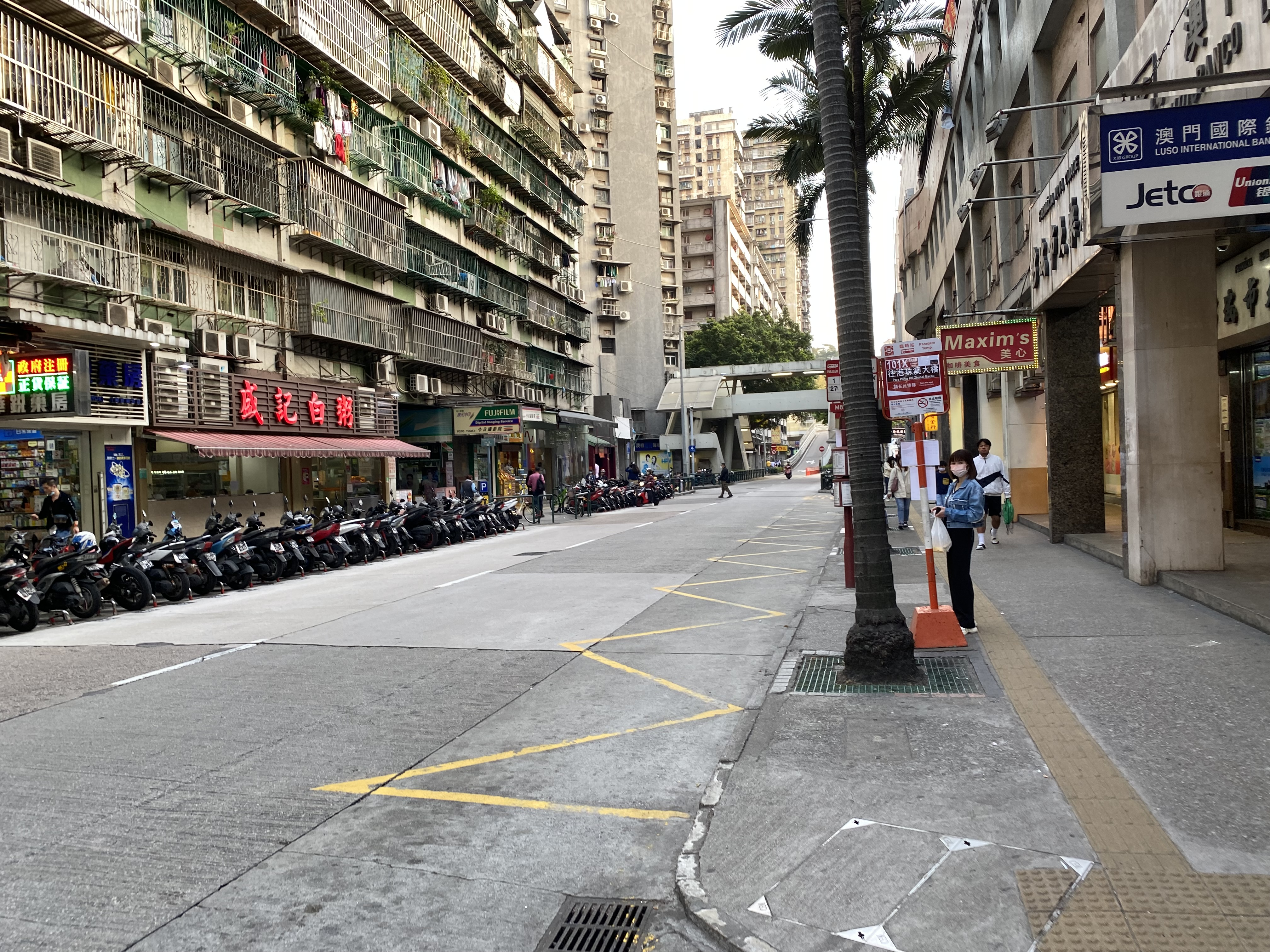
巴波沙大馬路巴士站

巴波沙大馬路作為北區及關閘附近一帶以至全澳行人亂過馬路的重災區兼交通黑點，同時是2023年最多行人違規檢控的地點，其中在2023年1月至9月期間共錄得636宗。而違規亂過馬路之現像已存在30年之久，主要原因是該路段設有巴士站，乘客落車便慣性橫過馬路，這個巴士站是前往關閘馬路或關閘口岸的最佳路線，因為大部分巴士下一站就是關閘總站或牧場街總站，加上鄰近關閘水貨街，導致人流較多；雖然鄰近菜園涌邊街的行人天橋設有上行扶梯及升降機，但多數途人不作使用，導致違規過馬路亂象，屢勸不聽、屢罰不止。台山坊會更指出行人天橋扶手電梯「有上無落」，由於區內長者較多，使用行人天橋上橋後下行較難，故此，很多旅客、居民採取直接横過馬路的方式過馬路，險象環生。
至於巴波沙大馬路為何成為警方對亂過馬路人士作出檢控宗數最多，主要原因是行人天橋的設計出現詬病，其中交通咨詢委員會委員陳昭怡、張淑玲表示，巴波沙大馬路一帶至關閘廣場4座行人天橋分布較分散，過往政府也曾派遣交通督導員到現場對違規行人加以勸導，但違規過馬路現象一直未得到明顯改善；由於行人天橋分布較分散，加上天橋與天橋之間未能連接起來，四座行人天橋其中三座均為舊式設計，缺乏無障礙設施，使用不方便，導致行人使用意欲較低。其實市政署早在2023年7月表示，計劃全面優化翻新近李寶椿街交界處的行人天橋，增設升降機等方便行人使用，不過至2024年上半年未有動工時間表。2025年4月30日，澳門特別行政區第六屆政府運輸工務司司長譚偉文表示，待台山社屋嘉翠麗大廈第二座完成清拆後，將原設於新城市商業中心前的巴士站前移，冀能減少違規過馬路情況。

#### 關閘馬路
關閘馬路是作為澳門北區亂過馬路黑點之一，其中靠近勞工事務局職業培訓中心是行人亂過馬路的“重災區”之一，其中在2021年1月起將關閘馬路中段斑馬線調整為交通燈。但就算該道路上設置了兩組交通燈，大多數的行人均不遵守紅色交通燈號橫過馬路。其中在2023年12月16日傍晚時分，該路段發生了一宗奪命車禍，一名58歲本地女子懷疑因沒有遵守交通燈訊號橫過車行道，被一輛沿關閘馬路駛往拱形馬路的輕型貨車撞倒，涉事女子被撞後頭部裂傷出血，沒有呼吸心跳，送往醫院搶救後延至當晚9時通報搶救無效不治身亡。

#### 青茂口岸
2021年9月8日，連接珠海至澳門的“粵澳新通道”青茂口岸正式開通，為珠澳人流第二大陸路跨境口岸；據澳門街坊總會或北區社區服務咨詢委員會等地區人士接到市民反映，“青茂／青蔥大廈”巴士站行人違規橫過馬路情況十分嚴重，雖然鴨涌馬路已設有行人天橋或交通燈等安全過路設施，但相關問題一直存在，加上該地段車輛車速較快，以及經常有大型旅遊車及巴士往來，情況是險象環生。青洲坊會更反映行人天橋指示不清，附近的行人路欄杆亦需要優化，以免行人亂過馬路。民眾建澳聯盟直指口岸附近經常行人亂過馬路情況，建議有關部門於相關位置增派警員巡邏檢控，以確保道路交通安全；同時，建議政府應檢視周邊指示牌並優化設置，以便利出入境人士。
多個保安司轄下部門代表於2023年11月6日出席澳門電台中文頻道時事節目《澳門講場》回顧2023年度保安範疇的施政工作，其中治安警察局代表表示，2023年1月至9月的行人違規過馬路被檢控個案宗數中，位處青茂口岸路段的何賢紳士大馬路為第二多共400多宗，僅次於巴波沙大馬路共636宗。
2024年5月，澳門工會聯合總會台山社區關注組指，關閘及台山是行人違規亂穿馬路的黑點，除了巴波沙大馬路外，何賢紳士大馬路也同樣出現亂穿馬路往返“青茂口岸”巴士站及青茂口岸，甚橫跨兩段馬路，而有關路段車速較快，慶幸暫沒有發生不幸事件，但情況不能忽視，故建議有關部門加強執法、做好安全宣傳教育等。

#### 漁翁街
靠近新口岸水塘北側、位於澳門中德學校對開的行人天橋，因為屬於舊式設計的行人天橋，沒有安裝電梯及扶手電梯，加上天橋橋身殘舊，扶手不連續、缺乏無障礙設施等，尤其對行動不便人士十分不便，導致行人冒險選擇亂過馬路。2022年2月，交通事務局在漁翁街雙向車道中間分隔線增加水馬數量，以改善行人亂過馬路的現象，但部分行人見水馬數量較多，改為使用行人天橋，甚至有人選擇繞着水馬而行。2023年2月，公共建設局正式開展漁翁街行人天橋優化工程，除了優化天橋設施外，更增設升降機以及於新口岸水塘北側公園外側近漁翁街的出入口設置無障礙斜坡；升降機加設工程於2023年9月竣工，但未有增設無障礙斜坡連接至水塘公園，對傷建人士仍然不便。
另一方面，俗稱“牛皮廠”地段的爛尾樓（信譽天匯）於2018年重新獲批繼續興建，土地工務運輸局亦規定發展商需負責興建連接至瑪利二世皇后眺望台（海角遊雲） 的公共步行系統，包括設置升降機；並需負責興建橫過漁翁街的行人天橋，天橋兩端需同樣設置扶手電梯及升降機，相關工程於2020年基本完成。2021年，漁翁街近晉海往來信譽天匯的行人天橋正式建成，但只開放步行梯級，北區社區服務咨詢委員會委員建議當局完善公共建設工地的標示，清晰標示施工期、完工期、驗收期等資訊，如有改變，應及時更新資訊。2022年2月，行人天橋正式開放啟用，但澳門街坊總會黑沙環社區服務中心指收到反映，部分居民不清楚行人天橋設有電梯直達俗稱「海角遊雲」眺望台，導致人流量較少，期望當局多做宣傳，減少市民橫過馬路風險。

### 中區

#### 東望洋新街

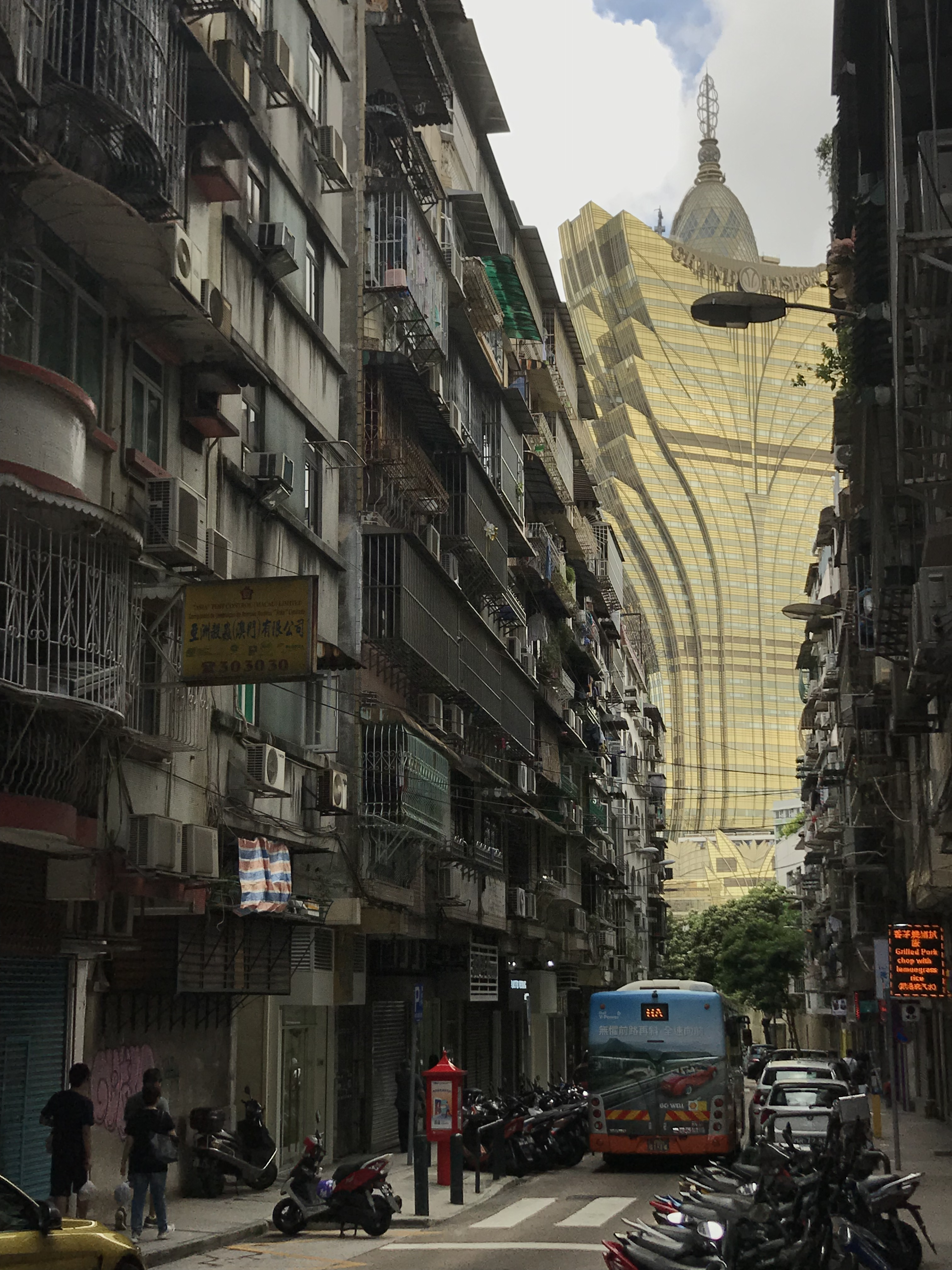
從東望洋新街望向新葡京

東望洋新街因著名海外雜誌封面而爆紅，自2023年起，部分遊客無視道路安全於馬路或行人過路斑馬線中央“打卡”，引起道路安全和危險問題，甚至有人拍攝婚紗照，有關行為極度危險，然而在當局大力執法下，無論是違規過馬路抑或是網紅拍照打卡，仍屢禁不止。對於不少新人選擇在澳門街頭上進行拍攝，甚至在斑馬線、紅綠燈前、馬路中央等容易引起危險的地點進行拍攝，不顧道路使用者的安全並構成威脅，有部分澳門本地婚攝公司表示過往有客戶自選婚攝地點當中涉及馬路中央，而新人們亦清楚知道該項目有一定風險，他們亦曾經被罰款過至少一次，但這些婚攝公司被指大部分是中國大陸客戶開設，新人們更連同拍攝人員一同到澳門拍攝。
在2023年6月，部分使用小紅書的網民更提醒「新葡京最佳拍照位可能被罰款」，認為警察做法“離了大譜！”，有澳門本地網民表示「罰得好」。在被罰消息得出後，部分旅客普遍自律遵守交通規則留在行人路拍照，但個別人士見警員短暫離開視線範圍，便罔顧交通安全，走出馬路打卡，有途經車輛響號善意提醒。另有遊客試圖利用斑馬線掩飾，“邊行邊拍照”，警察執勤時更對一些在馬路上拍照的旅客作出檢控。治安警察局於2024年4月下旬更提到，部分旅客在澳門網紅打卡熱點的車行道拍照，影響其他道路使用者安全，其中東望洋新街於2024年第一季共檢控21宗違規。至於為何會走出馬路“打卡”拍照，有來自中國大陸旅客表示該位置是網紅“打卡”熱點，於馬路中央拍照是為求拍出來會更好看；但有其他旅客則不認同，認為走出馬路拍照“打卡”不太安全，留在行人道較為安全；故此有澳門交通諮詢委員會委員受訪時建議劃定範圍，讓旅客安全拍照並不干預其他居民生活。
除了對危險“打卡”行為人士作處罰外，有婚禮攝影師向澳門電台反映指，外地婚紗攝影團隊來澳非法工作有增加趨勢。他們表示不時看到外地攝影師或在澳就讀的外地學生，在社交平台招攬在澳旅拍工作且收費低廉，影響本地業界生計，冀政府加強執法。勞工事務局指2023年至2024年4月巡查共處罰7名非本地居民，行政違法罰金共8萬元，當局持續加強執法並呼籲市民舉報。

#### 東望洋街近馬大臣街上落客貨區
鄰近東望洋新街的東望洋街近馬大臣街上落客貨區是行人違規過路的黑點之一，雖然土地工務運輸局在2014年計劃優化東望洋街行人天橋設計並加裝升降機，以改善雀仔園及東望洋一帶的無障礙步行環境，相關工程於2017年3月25日起展開；加裝升降機工程於2018年2月下旬完工，並於同年4月30日正式啟用。
2024年2月下旬，交通諮詢委員會「簡化手續及安全工作小組」工作會議，當中探討了該問題，警方於該年1月已檢控300宗行人違規，該路段2023年內共有引起34宗交通事故。警方指出，現在該位置並沒有設置圍欄，成為了行人過路違規的黑點，而委員則認為，應考慮以其他方式改善行人過路安全，例如增設交通燈、指示牌、警示及宣導方式等，引導行人安全過路。水荷雀坊會表示，該上落客區作為雀仔園街市一帶攤販和附近商戶的主要上落客貨區，若為了行人亂過路問題而取消，定必對附近商戶造成很大的不便，“斬腳趾避沙蟲”做法並非有效之舉，旅客更向坊會反映不清楚附近有過路設施才貪方便違規過路，為無心之失，認為當局應在該處增設指示牌或增派人員駐守，提醒行人該處不能過路，相信加強公民教育更能有效改善違規過路的問題。
交通咨詢委員會委員古慶祥表示，隨著東望洋區一帶陸續開設特色店舖及“打卡”熱點，客流量增加，部分行人出於方便違規橫過馬路，危及自身安全及影響駕駛者，亦使該區成為其中一個“交通黑點”；古慶祥認為解決方法應設置指示牌引導行人正確使用過路設施橫過馬路，指出東望洋街近雀仔園一帶設有行人天橋，華士古達嘉馬花園周邊亦設有斑馬線及交通燈足夠引導行人到不同目的地，並期望有關部門在塔石體育館一帶及東望洋街近十字路口的位置設置顯眼的標語及引導，及早提醒過路行人使用行人天橋及斑馬線橫過馬路，否則將被罰款；並持續派駐警員執法及交通輔導員勸喻，減少行人亂過馬路的可能。

#### 水坑尾／荷蘭園
水坑尾街近滙業銀行中心至荷蘭園大馬路一段的商店街被稱為「澳门波鞋街」，每逢工作日晚高峰或臨近節假日時人流量會較大，整段馬路不設斑馬線，只有三條行人天橋往返對面，部分行人為求貪方便，無視附近的行人天橋「跨欄」直接橫過馬路，導致交通意外頻生。
可見及此，土地工務運輸局於2009年6月16日起對水坑尾街進行為期七個星期的整治工程，改善水坑尾街的行人道和過路設施。包括裝設新設計的行人道欄河、加鋪導盲磚、延長中央分隔帶和增加綠化等設施，工程期間拆除行人路邊欄河及混凝土基座，安裝新設計的欄河；在水坑尾街所有行人道過路口及行人天橋口加鋪導盲磚；以及在天神巷路口使用活動式圓柱以防車輛駛入及亂停車。2011年10月，土地工務運輸局宣佈擬在水坑尾行人天橋安裝升降機，以方便傷殘人士橫過馬路；隨後於2012年6月26日正式動工；同年12月下旬基本完成升降機落腳點的基礎施工，工程人員分階段吊裝升降機預制件和鋼結構組件，即場組裝；2013年4月24日，行人天橋加裝升降機工程接近完工，承建商開始拆卸棚架，隨後在2013年6月14日正式啟用。
雖然有關措施有助改善水坑尾和荷蘭園一帶的交通安全問題，但仍有途人無視法律跨欄橫過對面馬路，其中在2017年8月11日的下午，一名27歲中國大陸女遊客，懷疑突然跨越鐵圍欄過路。當時一輛澳巴駛因距離太近，巴士司機煞掣不及，該名女子被撞倒地上；女途人後腦裂傷出血、右手手腕腫脹及懷疑骨折，重傷送院治理。此外，民眾建澳聯盟於2024年3月更接到反映，於荷蘭園大馬路近栢蕙花園路段，經常有行人貪圖方便，沒有使用行人過路設施而直接橫過車道，尤其晚間情況更為嚴重。
2024年，水坑尾至東望洋街一帶再度成為交通黑點惹起關注，近東望洋街行人天橋兩處落腳點均有指示牌的勸喻橫過馬路應使用行人天橋，但部分途人未有理會，個別行人更在轉彎位橫過馬路，途經的駕駛人士需要剎車響號避免意外，場面相當牙煙，幸未發生意外，部分行人如被交通警員或巡邏警員發現後會作出票控，而位於東望洋街近馬大臣街上落貨客區由於並沒有圍欄，亦是行人亂過馬路的交通意外黑點，根據警方數字自2024年1月至10月於有關路段共檢控近300宗行人違規，有關路段於2023年更錄得34宗交通意外，2024年1月更錄得4宗。

#### 高士德
2023年3月，據澳門街坊總會提柯街坊會收到市民反映，高士德大馬路沿路雖然設有中央分隔島，亦有綠化帶阻擋途人通行。但有街坊反映指出，位於羅神父街與連勝馬路之間的一段大馬路不時有居民為求方便，跨越分隔島到巴士站搭車，不僅影響道路交通順暢，造成堵塞，更影響道路使用者的行車安全。提柯街坊會希望政府當局要認真對待、早些介入，根據道路周邊地形研究在分割島增設圍欄以阻擋居民跨越，同時亦建議加強交通執法，以減少行人亂過馬路的現象。另外，提柯坊會於2020年1月接到街坊反映，指澳門國際銀行高士德分行對出的電單車泊車區，因設於道路中央，兩旁缺乏行人過路設施，導致電單車駕駛者出入泊車區時都只能橫過馬路，人車爭路的情況嚴重。

#### 新馬路
新馬路作為澳門半島市中心重要主幹道，部分旅客不守交通規劃橫過馬路十分普遍，經常有旅客「失驚無神」亂過馬路，嚴重影響道路安全；早在2014年6月，民政總署計劃將新馬路的人道與行車路的分隔設施再次調整，會由原先鐵柱連鐵鏈改為更堅固、更高的鐵欄，阻人不守交通規則亂過馬路。另外，在2014年2月春節假期期間，交通事務局因應新馬路人流增加，經常出現人車爭路的現象，臨時取消近平安戲院的士站，隨後於同年5月改為永久措施，以及把蘇亞利斯博士大馬路近澳門國際銀行大廈之臨時的士站改為固定的士站。
以2024年1月28日中午為例，兩名中國大陸籍女性訪澳旅客在原六國飯店旁邊的街口，沒有使用行人過路設施的情況下橫過馬路，導致一輛正在行駛中的開往亞馬喇前地方向的101X路線澳巴緊急刹車，所幸事件未有造成任何人員傷亡，但涉事兩名中國大陸女遊客隨後被現場正在執勤的治安警察局交通廳警員作出檢控。
2025年1月27日上午，一名60多歲的女途人懷疑於上述同樣位置亂過馬路，被一輛行走開往路環方向的21A路線澳巴撞倒受輕傷送院，傷者及其同行人士均被警方依法作出檢控，涉事40多歲的本地男性巴士司機在事發初期未有作出檢控；2025年3月16日傍晚，一名33歲持往來港澳通行證的中國大陸旅客於上述同樣位置亂過馬路，被一輛行走開往關閘方向的10路線澳巴撞倒受傷送院，治安警指將對相關人士在出院後作出檢控。2025年5月24日，一名35歲中國大陸女旅客於上述同樣位置亂過馬路，導致一輛行走開往關閘方向的10路線澳巴收掣不及被撞倒，傷者後枕裂傷清醒送院，傷者和友人已被檢控。
在2025年春節假期期間，有部分旅客於近六國飯店至金碧坊巴士站街口位置無視行人過路設施亂過馬路，甚至有部分人更停留在馬路上拍照，險象環生，市政諮詢委員李仲言指應增設警示牌警告行人勿亂過馬路或在馬路中央打卡可作檢控，提升阻嚇作用並加強駕駛者或行人安全。有中區社諮委委員建議當局對於交通意外風險高及事故頻密的區域，加強醒目的標識及指引，優化欄杆的視覺提示作用，另建議調升整條行人路的圍欄高度，防止行人亂過馬路，同時透過跨部門合作進行線上和線下多管齊下及多方面的交通安全教育。針對新馬路部分路口出現違規亂過馬路情況，政府跨部門擬有意加高部分交通黑點的行人道護欄設施，以防止行人違規過路。

#### 十六浦（內港）
靠近新馬路的十六浦經常出現行人冒着危險亂過馬路的問題。2011年，兩海坊會表示新馬路與十六浦交界一帶的區斑馬線和紅綠燈設計均存有不足，令過路亂象百出；位於十六浦對出的紅綠燈，每天使用人流眾多，但由於紅綠燈時間設置不科學，其中行人指示紅燈時間約三分半鐘，行人指示綠燈僅只有約十五秒。加上十六浦附近靠近舊半島酒店的行人天橋，由於設施不足引致使用率偏低，兩海坊會於2014年已建議相關部門研究優化天橋設施配套，並研究增設升降機的可行性，以符合長者及旅客使用要求，減少行人為貪方便從行車道過橫過馬路造成的險象。
2023年12月，為配合內港南雨水泵站及下水道工程，連通國際酒店至十六浦的人行橫道臨時取消，行人要改用附近的行人天橋或鄰近栢港停車場的行人橫道過馬路，相關工程工期預計約需五個月。雖然澳門特區政府的交通及工程部門已放置臨時指示牌，指引行人安全過路，但仍然有部分行人違規亂過馬路；截至2024年3月20日，警方於新馬路及巴素打爾古街交匯處檢控行人違規合共405宗。交通事務局回覆澳門立法會直選議員梁鴻細書面質詢中表示，警方一直關注新馬路與巴素打爾古街交匯處的行人違規情況，每天恆常派員巡查，並不定時部署作出勸喻或檢控，同時在有關路段增設水馬、護欄、防護杆，防止行人越過水馬違規過馬路。2024年4月下旬，中區社區服務諮詢委員會委員黃萬濱關注到，新馬路與火船頭街之間的行人交通燈設施，暫停使用多時，尤其對長者、攜帶大型行李旅客等造成不便，亦容易衍生違規過路，建議盡快開通原位置的過路設施，回應實際所需。

#### 沙欄仔街
沙欄仔街作為連接內港前往新橋單向行車主幹道或往返行人路，該街道與十月初五日街交界十分狹窄，巴士轉彎時往往「唔夠位轉」，轉彎時前後輪容易鏟上行人路，影響行人安全。中區社咨會委員於2024年4月建議政府部門十月初五街轉出沙欄仔方向的轉彎處，增設明確的交通標誌和指示牌，指導駕駛者和行人更好地遵守交通規則和了解路況。
2020年9月4日，與海邊新街交界的十字路口發生致命車禍，一名69歲男性老翁行經上址時被一輛輕型私家車撞倒，頭部受到撞擊，送院搶救後延至5日凌晨證實傷重不治，涉事38歲私家車女司機被控「過失殺人」罪移送檢察院偵辦。社會有意見指沙欄仔街一帶街道狹窄，需增加交通設施的條件並不足，交通諮詢委員會副主席黃承發建議增設一些提示行人過路的閃燈，並在狹窄的街道上加設「望左望右」的提示過馬路訊息。兩海坊會建議在沙欄仔街與巴素打爾古街交界街口，以及沙欄仔街與海邊新街、十月初五街交界的適合位置設置斑馬線，並擴闊沙欄仔街與海邊新街交界處彎位的行車路面，以保障行人安全、行車安全，防止交通事故發生。

#### 白鴿巢
2014年，民政總署完成重整白鴿巢前地，但三巴門坊會指白鴿巢前地交通問題仍未解決，行人亂過馬路問題十分嚴重，亂過馬路集中位於白鴿巢公園前地一方的斜坡處，行人普遍都只選擇在前方路口橫過馬路，而較少選擇往後幾步路的斑馬線。直至2024年，白鴿巢前地一帶亂過馬路有關問題仍未解決，特別是2024年的中國大陸春節長假期期間因人流太多造成交通混亂，導致亂過馬路情況變得嚴重，更反映舊區在旅客承載力方面出現有限及不堪應付龐大客流等問題浮現，雖然警方在白鴿巢前地附近為應對人流已派駐多名警員在場指揮行人過路，但仍有不少行人衝出車道，或是在車道上慢行，更一度人流佔據半條車道，令附近行人不禁誤以為劃成了“行人專道”，大家一起走出車道，隨即被在場警員喝止並提醒行人“要走行人道”。不少車輛路過時都要響咹示意，人車爭路，險象環生。
三巴門坊會已多次指出該處行人路的規劃本身就不完善，因為若從沙欄仔街上白鴿巢只有左邊行人路是相對完整，右邊的行人路靠近聖安多尼堂路口時則缺失了，故若旅客參觀完聖安多尼堂想返回沙欄仔舊區，或從大三巴牌坊後方前往白鴿巢公園時，未必可見到原來在白鴿巢公園對出已設有斑馬線，因此只能直接違規橫過車道過馬路，可見造成這個問題的主要原因一定程度與道路規劃不完善有關；三巴門坊會則短期建議增派交通督導員、治安警察局警員於該處，提醒和指示途人可使用白鴿巢公園前地對出的斑馬線橫過馬路；長期而言應考慮與右側行人路的一幅私人土地業權人商討，爭取騰出空間用作規劃行人路之用，完善該處行人路。
早在2021年，社會人士冀在鄰近白鴿巢一帶興建並加設升降機連接花王堂街與永福圍，解決行動不便人士直達永福圍遊覽參觀，以配合永福圍活化；項目已於2023年判予柏雅工程顧問公司進行快艇頭里升降機及無障礙通道建造工程的編製工程計劃連探土服務，造價為36萬元。市政署於2024年5月表示預計同年6月開展工程招標工作。

#### 友誼大馬路

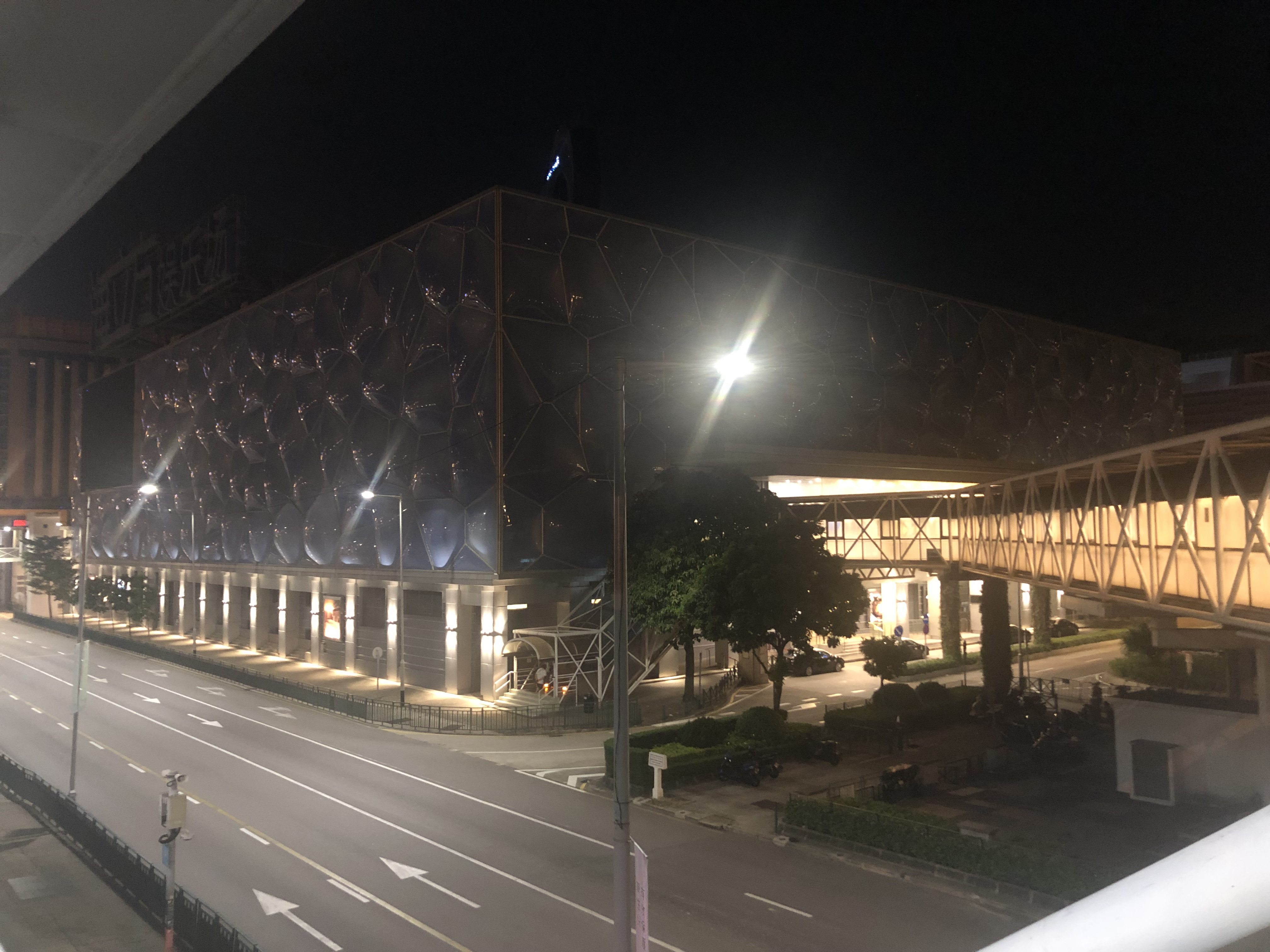
回力海立方娛樂場，下方為友誼大馬路交通意外肇事路口

友誼大馬路雖然有安全的行人過路設施，如行人隧道、行人天橋或交通燈，但經常出現亂過馬路情況，自2008年起交通事務局將設於友誼大馬路靠近何賢公園對出位置之分隔水馬，隨後於2010年延長至澳門世界貿易中心對出之位置，以改善該路段長期有市民或旅客亂過馬路的情況。2010年2月，因應行人流量增加，交通部門更於鄰近總統酒店的位置增設行人交通燈。鄰近的星際酒店至永利澳門一帶，即仙德麗街與城市日大馬路交界處於2014年9月雖然增設交通燈，新口岸坊會指出先前交通情況一直呈混亂狀況，行人與駕駛者互不相讓，行人妄顧安全爬欄亂過馬路場面時刻上演，人車爭路問題引起附近居民不滿。
2013年2月7日，鄰近回力海立方娛樂場一段的友誼大馬路，一雙內地夫婦沒有使用旁邊的行人天橋亂過馬路，其中一名46歲的山西省籍貫男子被汽車高速駛至，司機收掣不及，將其撞飛逾一米，倒卧逆向行車線上，當場流血昏迷，腦部大量出血，送院搶救後證實不治。涉事22歲私家車女司機被控告過失殺人罪，澳門初級法院於2014年7月26 日作出判決，認為被控過失殺人罪的女司機，不存在過錯，即使民事索償方提出被告行車時無靠右，但這與死者被撞無關，因該處路段確實繁忙及有大巴停泊在最右邊，決定開釋被告，被告及保險公司亦無須賠償。2015年11月18日，中級法院推翻初院裁決，指肇事司機未按規定靠左行駛，與被害人本身的過失行為具有共同責任，裁定其過失殺人罪名成立，將量刑及民事損害賠償請求發還原審法院審理。

### 氹仔及路環

#### 官也街（氹仔舊城區）
氹仔舊城區自2000年代起成為其中一個重要的旅遊景點，每逢周未或節假日等旅遊旺季，吸引大批旅客前往遊覽，由於路網有限，導致人車爭路情況十分嚴重，亦衍生景點承載力的問題。早在2009年，交通事務局試行一系列交通改動措施，包括開通泉福新邨旁一段體育路，讓輕型汽車及摩托車可從地堡街駛往體育路，從而對行車作出分流；同時將擴大黑橋街靠近松樹尾一邊的的士候客區，以讓更多的士能靠站上落客。
在2024年農曆新年正月初一至初九期間，政府跨部門聯同氹仔坊會首次在官也街附近首次設置節假日臨時行人專用區，範圍由飛能便度街與素啤古街交界（嘉模泳池巴士站前），至告利雅施利華街與巴坡沙總督街交界（路氹歷史館） ，當中包括兵房斜巷至嘉路士米耶馬路部份路段。臨時行人專區獲得市民和旅客的高度評價，有助解決氹仔舊城區節假日人車爭路情況，營造舒適安全的步行環境，更有商戶和旅客希望行人專用區能夠在周未和節假日期間再實施。隨後澳門政府跨部門於每年的五一長假期、中華人民共和國國慶節長假期繼續實施上述臨時行人專用區之措施。
然而，臨時行人專用區措施結束後，遊客主要集中在區內個別街道，如官也街與施督憲正街交界，行人路比肩接踵，不少人更未有理會車輛駛至，在馬路上漫步，經常出現人車爭路情況；由於馬路兩側行人路相對窄小，闊度只能夠勉強一人通過，部分路段更被路柱收窄行人空間，剩餘與在旁建築間的路面，根本不足以嬰兒車及拖篋旅客通行，相關人士惟有被迫走出馬路。特別是行人專用區推出前每逢長假期期間，氹仔舊城區街道再出現人車爭路的情況，治安警察局一度在下午時段對氹仔舊城區一段道路作出臨時交通管制措施；該區商會和商戶分別期望有關部門研究在節假日或人流眾多的時候再設步行區可行性，相信可以打造更好的社區及旅遊環境，進一步優化區內人流秩序。
對於大批旅客到氹仔舊城區一帶觀光，氹仔社區發展促進會及澳門街坊總會離島辦事處於2023年7月下旬時指出，位於黑橋街的士站輪候區空間所限，當候車乘客太多時，部分人被逼擠至馬路上，部分旅客沒有使用斑馬線過路，直接從黑橋街或消防局前地奔跑至的士站，險象環生，並提出三點建議包括於適合位置增設行人過路設施或設安全島、將的士站搬遷至松樹尾社區中心地面層的松樹尾總站，以及將原黑橋街的士站改建成旅遊巴和輕型客貨車臨時上落客區，並設道路監測系統，理順該區和附近交通問題。2024年3月，傳新澳門協會聯同“澳門公共交通關注組”提出重新規劃澳門巴士路線及站點，以解決巴士路線迂迴、重疊等問題，並建議以氹仔舊城區作為分級試點，擴建松樹尾總站，成為集合巴士、的士站、旅遊巴上落客區的交通樞紐，讓一些主幹巴士路線如22、33等路線不進入氹仔舊城區，同時擴闊奧林匹克大馬路的行人道及巴士站，使兩輛巴士可以並排行駛，興建行人天橋連接花城公園與松樹尾交通樞紐。

#### 蓮花海濱大馬路
2023年4月8日，為配合奧林匹克游泳館圓形地西南匝道橋建設工程，考慮到車流將因此增加，為保障行人過路安全，當局於近圓形地之斑馬線將臨時增加兩組手控式交通燈，當行人需要過路時可按下按鍵，交通燈會轉為紅燈供行人通行，其餘情況下則為綠燈供車輛通行，有關交通燈已改為行人斑馬線。
2023年6月6日，離島社區服務咨詢委員會舉行會議，多名委員關注蓮花海濱大馬路，經常人車爭路，險象環生。其中有委員指出為配合行人天橋興建並實施臨時交通措施，但隨着行人旅客大幅增加，不時有行人、旅客貪方便，利用綠化帶與水馬之間的位置橫過馬路，更有人拖着行李箱在車來車往的馬路上穿越，人車爭路、險象環生，故建議增設杜絕違規過馬路硬件設置，在水馬等臨時設施外加設圍板，隔絕行人亂過馬路，並於“蓮花海濱大馬路／銀河-1”及“皇庭海景酒店”巴士站設置明確方向指示，引導行人經安全設施橫過馬路。另一委員更指出該道路為行人亂過馬路的一個黑點，該路段車流急且多，亂過馬路對行人及駕駛者來說均有極大危險，建議審視該路段的行人過路設施，並設法增加，同時豎立提示牌提醒行人使以適當方式過馬路，以免因亂過馬路被罰。
2023年9月12日，路氹城澳門銀河對出的蓮花海濱大馬路發生一宗電單車因閃避亂過馬路行人而自炒的交通意外，意外導致電單車駕駛者及乘客倒地受輕傷，治安警經調查後尋獲兩名涉事行人，並作出檢控；網傳片段指出一對男女疑在蓮花海濱大馬路對開車龍中穿梭過馬路，期間一輛電單車疑視線受阻，車輛急剎失控，鐵馬自炒撞上旁邊行車線的一輛私家車，電單車乘客倒地受傷。至於該對亂過馬路的男女稍作停留後，便繼續越過馬路間的水馬離去，治安警隨後對兩名年約30至40多歲中國大陸居民，以違反《道路交通法》規定作出檢控，而在同年1至8月，警方於該路段共檢控91宗亂過馬路個案。
交通事務局隨後於2023年9月14日表示，一直關注氹仔蓮花海濱大馬路的行人過路情況，持續優化相關交通設施及安排，針對較多違規過路的路段，現已於中央分隔帶缺口位置加密及延長水馬，以加強圍封效果，同時將於相關行人道兩側增設行人指示牌，提醒行人使用過路設施及指引方向。另外，正協調採取合適措施，如將現時封閉的調頭位置改為綠化帶、設置較高的圍欄等，以進一步防止行人違規過路。公共建設局亦於2023年5月對蓮花海濱大馬路行人天橋設計連建造工程進行公開開標，連接鄰近皇庭海景酒店一側及銀河酒店一側的行人路，兩端上落點各設置一台升降機，一台電動扶手電梯和一條樓梯等設施。

#### 石排灣公屋群
2014年6月下旬，石排灣公屋群四組行人天橋正式啟用，由於天橋之間距離較短，反而對行人帶來不便，區內行人天橋或現供過於求。導致有居民寧願違規和冒着生命危險橫過馬路，導致出現險象横生的情況，而連接石排灣社區綜合大樓的行人天橋設計更不人性化，對往返樂群樓的居民做成不便。加上行人天橋分佈及配套不佳，設計不人性化，存在多種缺陷，包括上蓋難以遮風擋雨，導盲磚濕水後易跣，連接蝴蝶谷大馬路總站至居雅大廈及樂群樓的行人天橋無扶手電梯等，加上行人天橋皆設於街頭及街尾，為居民出行帶來不便。眾多社會人士包括澳門街坊總會、離島社諮委以至澳門立法會議員反映石排灣公屋群行人天橋系統設計出現重大問題，欠缺人性化，導致居民大多選擇違規橫過馬路導致出現險象環生的場面。
2023年8月，石排灣公屋群迎來正式入伙的第十年，社區配套設施仍然不便，不過傳來了好消息。公共建設局表示，澳門輕軌石排灣站設有上蓋的人行通道連接至現有的行人天橋，方便區內居民使用輕軌。特區政府亦正研究串聯區內的行人天橋，建立連貫的步行系統的可行性。隨着工程的推進，交通事務局會配合建設部門，檢視並優化周邊路網及交通配置，便利公眾出行。石排灣坊會表示歡迎和支持，皆希望政府盡早落實計劃，回應街坊訴求。2024年5月和6月，公共建設局規劃中項目新增「石排灣業興大馬路空中走廊」和「石排灣和諧大馬路空中走廊」，兩條空中走廊為相連通，以及連接現有的三組行人天橋及輕軌石排灣站。

## 社會回應

### 澳門特區政府及立法會
2023年11月24日，澳門立法會舉行保安司施政範疇辯論，「行走的廿二萬」一詞引起多名議員關注關注行人違規過路檢控大增的問題。保安司司長黃少澤回應稱曾與治安警察局局長吳錦華就此討論，自疫情開放後，旅客大量增加，尤中國大陸旅客習慣站在路中拍照打卡，又或過馬路看電話，對有關情況作出加強檢控，治安警對行人亂過馬路非「一味靠罰」，而是以宣傳教育為主，是想透過「罰一儆百」來起阻嚇作用。
2023年12月4日，澳門立法會全體會議議程前發言中，多位議員關注道路安全問題；直選議員羅彩燕再度談及「行走的廿二萬」，指這已成每一位駕駛者每日的威脅。提及在景點區域、關口等某一些高峰時段，亂過馬路情況十分嚴重，甚至出現大規模集體亂過馬路的狀況，故促請政府應審時度勢，對相關亂象採取應對措施，以回應社會訴求。除加強執法外，還要盡快提交修改道路交通法，調升相關罰則，加強阻嚇作用，並從交通規劃設計着手，合理設置過路設施，引入智能閃燈系統及實時調整交通燈系統等。另一直選議員林宇滔也關注相關情況，認為除加強宣傳外，當局有必要認真考慮在道路上增設有效提醒標示，如在可過路處增加「望左／望右」標示以提醒留意來車方向，以及在常有亂過路地點增加違規警告標示等。
2023年12月11日，澳門特別行政區行政會完成討論修改《道路交通法》法律草案，法案內容修改建議包括引入累積「扣分制」， 扣滿12分停牌半年，扣超過6分會則停牌3個月。在針對行人在馬路上違規方面，新增行人過馬路時使用手機會被處罰，同時更改為規定若馬路不適宜行人橫過，行人必須在過路設施過馬路，否則將面臨處罰。對於傳媒問及會否行人違規過馬路的罰則？交通事務局局長林衍新卻表示，在2019年修法公開諮詢期間，市民對增加行人亂過馬路的罰款表現抗拒，故該修法未建議增加罰款。
2024年2月5日，運輸工務司司長羅立文到澳門立法會引介修改《道路交通法》法案，其中唯一新增的只是「扣分制」，其餘都是罰則輕重改變的細節，部分議員關注行人過馬路使用手提電話被罰、是否增加行人亂過馬路的罰款並修改司機撞倒行人亂過馬路時的處罰。同年4月11日，澳門立法會全體會議正式討論《道路交通法》法案，並在27票贊成、2票棄權下，獲得一般性通過；運輸工務司司長羅立文表示，法案建議除了法定情況外，禁止於駕駛時使用流動電話或其他電信工具及影視設備，且在完善行人橫過車行道的規則當中，也建議引入禁止使用流動電話等規範，對此公眾比較關注，政府須明晰有關規定細則和執法標準，持續聽取居民意見，讓法律在有效保障交通安全之餘，也具有可操作性。

### 社會團體
2021年6月，祐漢第八街與永定街發生行人捲入巴士車底意外，引起居民對斑馬線設計問題作出關注。交通諮詢委員會委員辜文達表示，澳門整體斑馬線情況必須改善，特別在舊區存在不少舊式斑馬線，導致每一個 街口都要停車，其實這些設計已經與現時人口、行人流量存在很大落差。以祐漢區為例，不少遊客、勞工以及在國內生活的澳門居民都在關閘進入該區，人流數量大增，舊式斑馬線的設計不適合現時情況，又指出當時的巴士車種，無論是車的長度或寬度均較以前有所增加，導致行車盲點較以前更多，引發更多意外，並建議安裝行人過路燈設施，並增加馬路側邊圍欄，同時加大宣傳教育，灌輸更多交通安全知識予大眾，提醒市民在過馬路須看清路況，並採用先教育、後執法的手法。事實上，交通事務局自2020年起不斷在北區或中區的部分十字路口陸續設置斜行斑馬線，改善行人亂過馬路的情況。
2023年9月，澳門街坊總會公佈“北區行人過路設施（斑馬線、行人天橋）及使用情況”問卷調查結果，超過600名居民接受問卷訪問，當中66%認為北區行人過路設施起到保障行人的作用，三成多人認為斑馬線設計需改善，30%人認為行人天橋、紅綠燈有問題。受訪者認為斑馬線的前三大問題是斑馬線設置距離過近或過遠、斑馬線設置於轉彎處、安全島過窄；行人天橋前三大問題分別是行人天橋殘舊、升降機及扶手梯經常故障停用、遮陽擋雨設計不足；交通燈前三大問題分別是欠缺秒數倒數顯示、轉燈時間過快或過慢、安全島過窄，該會建議應增設斜行步道以及加快興建東北大馬路空中走廊。
2023年12月22日，社會綜合研究學會會長葛萬金接受報章專訪時表示，對於行人違規過馬路沒有加大罰則，認為應該加重行人違規過馬路的罰款金額和加大宣傳，在調升罰款金額方面初時肯定有不少人投訴，但當所有人都遵守法律，調升罰款不是問題，而對於違規過馬路的黑點，應加裝圍欄，令行人必須使用行人天橋和設施過馬路，執法人員亦要加大執法力度，令行人不容易以最簡單的方式點對點違規過馬路。對於行人違規過馬路被汽車撞傷，責任一方卻在駕駛者身上的事件，葛萬金表示修法目的是公平原則，行人突然違規衝出馬路，若駕駛者視線被擋，未能即時剎車是很正常的，若駕駛者沒有超速，仍判駕駛者違規便非常無辜，將責任推到駕駛者身上是不公平的，希望政府在是次修法中，思考更多去保障駕駛者的權益，同時應更多使用天眼等設備判斷交通意外的責任，平衡駕駛者和行人的權益。
2024年6月下旬，行人違規個案按年激增4.5倍，交通諮詢委員會委員、街總社會事務委員會主任張淑玲認為，上述數字僅屬“冰山一角”，實際違規過馬路現象可能更嚴重。冀當局持續優化行人過路的動線，加快檢視全澳斑馬線、行人天橋的優化和設置，結合車速研判各路段行人亂過馬路的嚴重性，並分析具體原因，科學地查找問題的根源。透過“宣傳、教育、執法”三管齊下，減少行人亂過馬路，提高社會大眾的交通安全意識。另建議在旅客熱門的拍照打卡點，設立相關警示牌及罰款提示，並在遊客較多使用的社交平台，加足馬力廣泛宣傳；另應評估現行罰款金額是否足夠起到阻嚇和震懾作用，並加強對違規行人的現場執法，確保法規得到嚴格執行。在行人違法過馬路的交通黑點，建議安裝高清攝像鏡頭，利用人工智能等科技手段，對違規行為即時記錄、監控和分析，提高執法效率，打擊違規過馬路。
2024年7月，經濟民生聯盟理事長何金明大律師指，行人違法過馬路數量激增反映當局執法力度加強，但亦反映過路設施配套不足，設計有待優化，以及宣傳方式和渠道有待加強，亦要清晰如何對來澳人士的有效執法。又指出行人過馬路「玩手機」加入道路使用者安全規範有待商榷，建議法案加入累犯加重情節及參與課程等條例，以增警示作用。他建議將違法過馬路法案引入累犯加重情節，若有人在過馬路時違反安全規範，首次罰金300元，1年內重犯則將罰金逐步提升至1000甚至2000元，相信有助於加強對行人的警示作用。

### 報章社評
2023年5月24日的《力報》社評指出，隨著疫後復常，吸引不少中國大陸旅客來澳，但指出馬路中心、危坐高牆等無視安全行為去作出“打卡”，容易引起本地居民反感，又指出澳門作為國際旅遊城市，應該能讓本地居民能夠與外地旅客友善共存，澳門本身就是地狹人稠，經濟又高度仰賴外地旅客，在本地人消費外移的情況下，大家都在想辦法吸引旅客進入社區，照顧社區經濟，但有時候也應該停一停想一想，甚麼才是可以長久的共存之道。
2023年10月，《正報》社評指出旅客亂過馬路情況、不顧安全走到馬路中間拍照、居民不走安全的行人過馬路設施，挺而走險違規過馬路等情況常有發生，不單止是違規過馬路引發交通安全問題，有居民即使走斑馬線，都被駕駛者撞到；亂過馬路成因是部份道路、街口，只有行人天橋，取消了斑馬線，要上上落落，部份人士厭麻煩，而且天橋落腳位可能與其想往的方向正是反方向，令部份人士不願意使用行人天橋，希望以最快/短時間過馬路，便選擇違規過馬路；各種險象環生情況，引發交通意外，需要提升不同交通持份者的交通安全意識。
2024年2月15日，滙青研社會在《力報》的社論形容澳門“亂過馬路成災”，主要成因是旅客對澳門的交通規則不太熟悉，特別是來自其他地方的遊客。他們可能習慣了其他國家或地區的交通規則，導致在澳門時容易產生混淆。另外，一些遊客可能因為不耐煩或匆忙而忽略了遵守交通規則的重要性。他們可能希望節省時間，於是選擇在不適當的地方過馬路，這樣可能會對其他行人和車輛造成困擾和危險。還有一個可能的原因是缺乏交通安全意識的教育。一些人可能未接受過足夠的教育，了解到遵守交通規則的重要性和過馬路的正確方法。
2024年4月23日的晚上，在氹仔偉龍馬路近澳門國際機場離境層行車天橋發生一宗嚴重車禍，一名68歲中國大陸籍婦人及同行人士沒有用行人過路設施橫過馬路，期間被一輛私家車撞至重傷，28歲男性澳門居民肇事司機所駕駛的私家車在撞倒途人後不顧而去，隨後警方鎖定肇事司機並將其拘捕，另被警方揭發酒後駕駛。2024年5月3日，《華僑報》的旁觀者言社論提到似乎對行人們不守法律的做法更為不恥，問及如果駕駛者沒有醉駕的情況下，在這種對方亂過馬路情況下不小心撞倒人，亦能及時報警，那麼罪責是否不在駕駛者身上？然而在澳門和許多國家和地區，交通法規通常要求行人在交通號誌和標誌的指示下遵守交通規則。行人不遵守交通規則並亂過馬路可能對交通安全造成威脅，並且可能導致交通事故發生。但由於駕駛者是在交通工具上，特別是如果他們沒有採取適當的預防措施來應對行人的行為，例如減速、注意觀察或避免碰撞。在澳門大部分情況下，駕駛者可能被追究相應的法律責任，甚至責任高於行人不少。當然有人認為行人犯錯，自討苦吃，作為駕駛者怎可能完全遷就？在澳門自從那天開始學駕駛，已被告知有這個不平等條款，但亦無可奈何，畢竟人與車相撞，受傷的大多是行人，給予他們傾斜式的保障，又是否非常不公允？
2025年1月29日，《新華澳報》社評指澳門涉及行人的交通意外有上升的現象，除了通過改善交通設計、加強宣傳教育和提升執法力度外，需要考慮對交通事故的法律後果進行適當調整，增強對駕駛者的威懾，同時加強交通安全的宣傳教育，提升全社會的安全意識。通過正在澳門立法會審議的修改《道路交通法》法案作為藉修法契機，提高其震懾作用，透過加強教育宣導，提高行人對交通安全的意識，並設法優化交通環境，理順行車秩序及保障行人過路安全。

## 法律基礎
根據第3/2007號法律《道路交通法》第70條第5款的規定，若在50公尺距離內有相關設施而行人不使用，執法人員可對有關人士科處罰款澳門幣300元。如駕駛者不讓行人優先通行，甚至加快車速穿越，最高可被科罰金2,500元，兩年內重犯，最高更可被科罰金5,000元及禁止駕駛(俗稱停牌)六個月。
直至2024年，正在審議的修改《道路交通法》法案文本提出，明確禁止行人過馬路時使用流動電話、其他電信工具及影視設備，違者可被處罰300澳門元，但使用免提功能通話者除外；在橋樑、引橋或隧道範圍內不遵守禁止行人通行的交通信號，將被罰款900元。

## 執法情況
2024年2月，保安司司長辦公室網頁“安全與您”指出，治安警察局於2023年錄得13,000宗交通事故，其中沒有使用行人過路設施橫過馬路超過4,100百宗，可見行人違規情況嚴重。此外，治安警於2023年全年共錄得5,273宗行人違規個案，當中沒有使用行人過路設施橫過馬路為4,184宗，阻礙其他道路使用者通行的個案為587宗，行人違規情況嚴重既影響公共道路安全，亦導致行人與駕駛者不斷出現糾紛；至於涉及行人的交通事故為478宗，當中共造成四人死亡，而部分旅客於區內“網紅打卡熱點”車行道拍照，此等違規行為是對其他道路使用者的安全構成不良影響。
2024年9月16日，保安司公佈2024上半年罪案統計數據，共檢控4,614宗行人亂過馬路，與2023年同比勁升4倍；針對行人亂過馬路，治安警察局已持續透過不同媒體平台加強宣傳，於各出入境口岸大型顯示屏持續播放交通安全宣傳影片，提醒訪澳旅客需遵守澳門交通法規。另加強派員在行人違規多發地特別巡查，尤其留意旅客在網紅打卡點行車道拍照，以及沒有使用過路設施橫過馬路等情況，若發現違規情況將依法檢控。